# Notre-Dame-de-Romégas

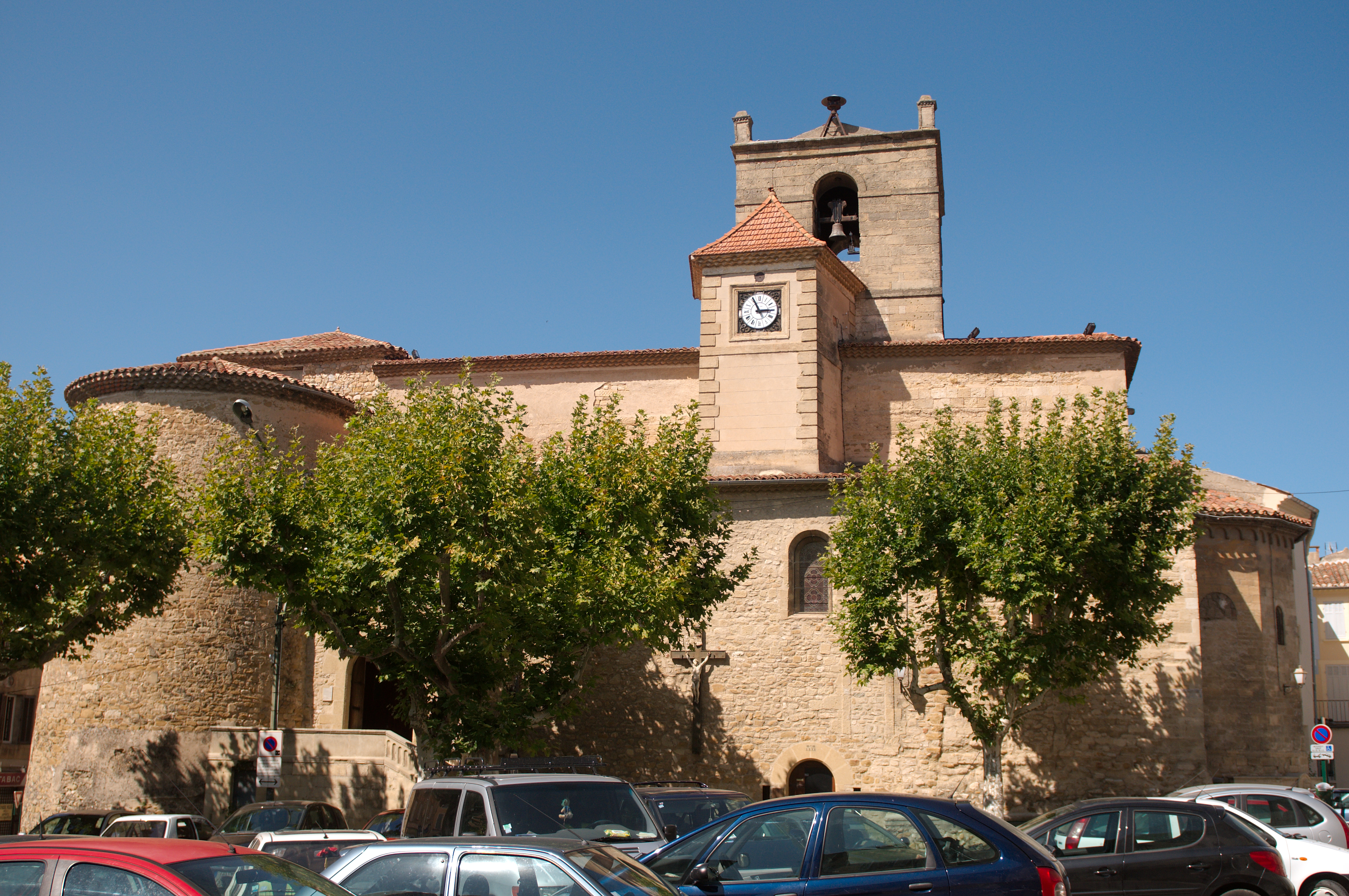
Südseite der Kirche

Notre-Dame-de-Romégas ist eine römisch-katholische Pfarrkirche in der französischen Gemeinde La Tour-d’Aigues im Dekanat Pertuis–Cadenet im Erzbistum Avignon. Sie ist seit 1984 als Monument historique klassifiziert.

## Baugeschichte
Die Kirche wird erstmals in einer Bulle von Papst Urban II. aus dem Jahr 1096 erwähnt. Sie gehörte damals zu einem Priorat, das dem Orden der Regularkanoniker von Saint Ruf in Avignon unterstand. Das Kirchengebäude befand sich ursprünglich auf einem Felsen am Rande des Èze-Tals außerhalb des Dorfes und ist heute nicht mehr erhalten.

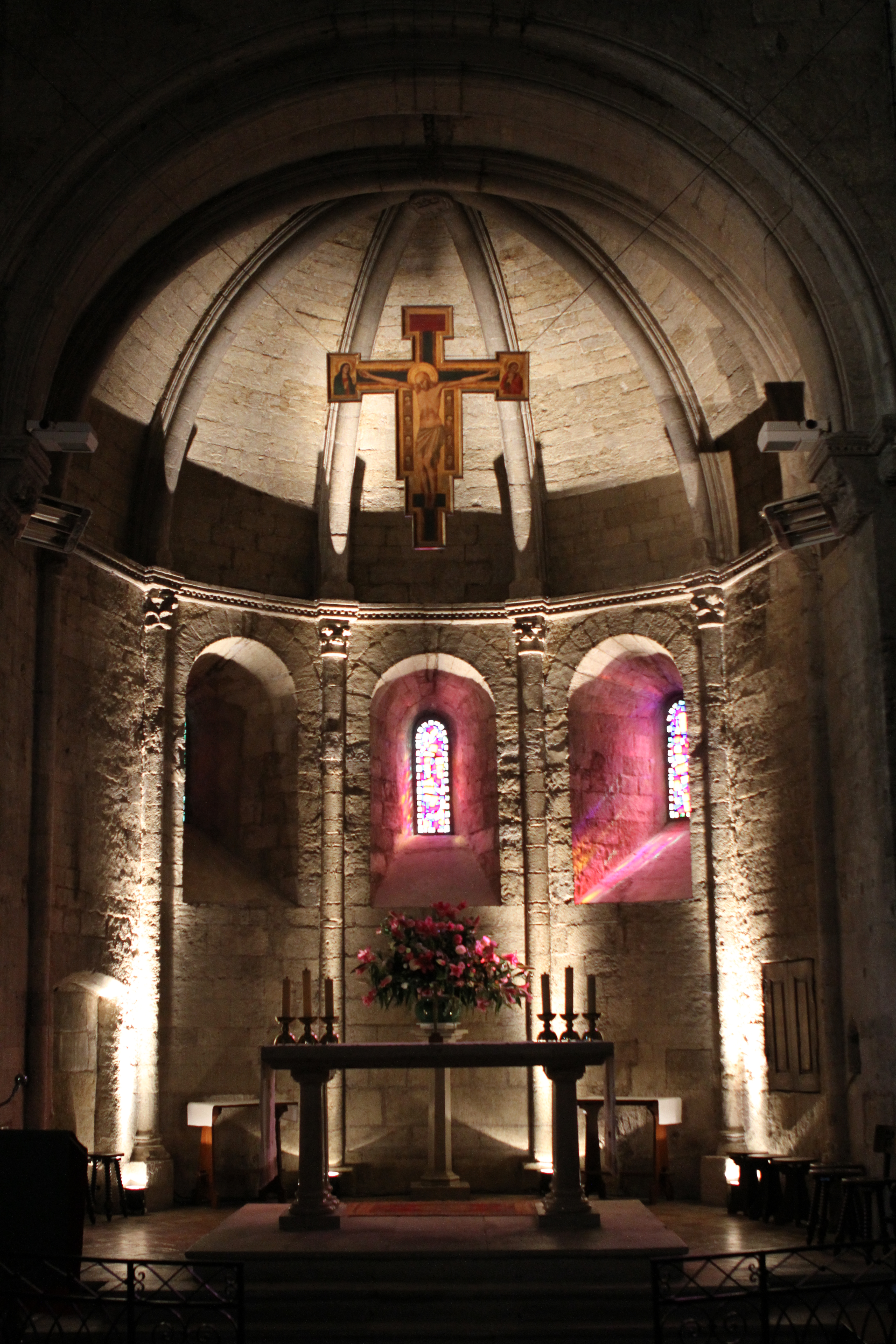
Romanische Apsis

Die ältesten Teile der heutigen Kirche stammen wahrscheinlich aus dem 13. Jahrhundert und sind im romanischen Stil gestaltet: das Kirchenschiff, die Apsis und die erste Kapelle rechts vom Chor, wo sich heute die Skulpturengruppe der Grablegung Christi befindet. Auf einigen Steinen des Kirchenschiffs sind noch Steinmetzzeichen sowie die Spur eines Trauerbandes zu sehen.
Im Laufe der Zeit wurde das Gebäude mehrmals vergrößert, um die wachsende Bevölkerung unterzubringen. In der Mitte des 16. Jahrhunderts wurden zwischen den Strebepfeilern an der Nordseite des Kreuzgangs vom ehemaligen Kloster (heute der Innenhof der Mairie) Seitenkapellen errichtet.
Zu Beginn des 17. Jahrhunderts wurden auf gleiche Weise auch drei neue Seitenkapellen im Süden geschaffen und die Kirche um ein Joch verlängert. Um 1650 wurde der heutige Glockenturm errichtet. Das Pyramidion auf dem Dach wurde im Jahr 2014 restauriert.
Zwischen 1690 und 1708 gab es die letzte Erweiterung der Kirche. Im Westen wurde ein massiver Bau mit drei Apsiden um einen neuen Chor errichtet, der von einer Kuppel überdacht wurde. Dieser Chor ersetzte das vor einem Jahrhundert hinzugefügte Joch. Die Ausrichtung der Kirche wurde umgekehrt und ein neuer Eingang im Osten geschaffen, für den die romanische Apsis in der Mitte durchbrochen wurde. Der Hochaltar wurde unter die Kuppel dieses neuen, im Barockstil errichteten Westchors gestellt.
1961 erhielt die Kirche durch die Arbeiten des Pfarrers Maxime Teissier ihre ursprüngliche Ausrichtung zurück. Der Chor wurde nach Osten in die restaurierte romanische Apsis verlegt und der heutige Eingang an der Südseite durchbrochen. Die Westseite beherbergt nun das Taufbecken. Im Jahr 1980 wurde auch eine Krypta eingerichtet.
In den Jahren 2013 und 2014 wurden unter der Leitung von Architekten des Denkmalschutzes die Dächer, der Glockenturm und das Äußere der Kirche restauriert.